# Ertisa
Ertisa fue una empresa española ligada al sector de la industria química que operó entre 1973 y 2008. Constituida originalmente como una sociedad filial del grupo Explosivos Río Tinto, desde sus inicios Ertisa estuvo muy ligada a las actividades que se desarrollaban en el polo químico de Huelva.
Llegó a contar con filiales en Reino Unido y Países Bajos: Ertisa GB Ltd. y Ertisa Netherlands BV.

## Historia
Ertisa fue constituida en 1973 como una filial del grupo Unión Explosivos Río Tinto (ERT). Nació como una iniciativa conjunta de ERT y la británica Imperial Chemical Industries (ICI), teniendo ambas una participación del 55% y el 45%, respectivamente. Ertisa ya se había instalado en el Polo Químico de Huelva para 1976, donde puso en marcha una nueva planta para la elaboración de metilaminas y otros productos derivados —utilizados en la producción de productos químicos agrícolas y del caucho—. Dicha factoría se encontraba situada en las cercanías de la refinería de La Rábida, también propiedad del grupo ERT, lo que facilitó una gran interconexión entre ambas instalaciones. En 1989, tras la creación del holding Ercros, se integraría Ertisa como una de sus filiales.
En 1994 fue adquirida por Cepsa, en plena crisis del conglomerado Ercros. Ertisa pasó a integrarse como una filial dentro del Grupo Cepsa. Durante esta etapa sus actividades se centraron en la producción de cumeno, fenol, acetona y, por otro lado, metilaminas y derivados. En 2008 se fusionó con Interquisa y Petresa para dar lugar a una nueva empresa filial: Cepsa Química.